# Hipoandrogenisme
L'hipoandrogenisme, o deficiència d'andrògens, es refereix a un nivell d'andrògens inferior al normal. La deficiència d'andrògens afecta amb més freqüència a les dones, i també s'anomena síndrome d'insuficiència andrògena femenina (SIAF), encara que pot ocórrer en ambdós sexes. L'activitat androgènica està mediada pels andrògens (una classe d'hormones esteroides amb afinitats variables pel receptor androgènic), i depèn de diversos factors, com ara l'abundància, la sensibilitat i la funció del receptor d'andrògens. La deficiència d'andrògens s'associa amb manca d'energia i motivació, depressió, falta de desig (libido) i, en casos més greus, canvis en les característiques sexuals secundàries.

## Signes i símptomes
Els símptomes de la malaltia en els homes consisteixen en la pèrdua de la libido, la impotència, la infertilitat, l'encongiment dels testicles, penis i pròstata, disminució de la masculinització (p. ex., disminució del creixement del facial i del pèl corporal), massa muscular baixa, ansietat, depressió, fatiga, símptomes vasomotors (fogots), insomni, mal de cap, cardiomiopatia  i osteoporosi. A més, els símptomes de l'hiperestrogenisme, com ara la ginecomàstia i la feminització, poden estar presents simultàniament en els homes.
En els homes, un tipus de miopatia pot resultar d'una deficiència d'andrògens coneguda com a miopatia per deficiència de testosterona o hipogonadisme (hipogonadotròfic) amb miopatia. Els signes i símptomes inclouen CK sèrica elevada, atròfia muscular simètrica i debilitat muscular (principalment proximal), una sensació d'ardor als peus a la nit, marxa miopàtica i alteració de la glucosa en dejú. L'EMG mostra una baixa contracció volitiva de les unitats polifàsiques de curta durada. La biòpsia muscular mostra evidències de mionecrosi i regeneració, algunes fibres trencades, cèl·lules inflamatòries cròniques (macròfags) que s'infiltren en fibres degenerades i un augment del teixit adipós i fibrós (fibrosi). Predomini de les fibres musculars de tipus I (contracció lenta/oxidativa), amb una mica d'atròfia mixta de fibres musculars de tipus II (contracció ràpida/glicolítica). El tractament és la teràpia de substitució hormonal de la testosterona.
En les dones, l'hipoandrogenisme consisteix en pèrdua de la libido, disminució del creixement del pèl corporal, depressió, fatiga, vasocongestió vaginal (que pot provocar rampes), símptomes vasomotors (per exemple, fogots i palpitacions), insomni, mal de cap, osteoporosi i reducció de massa muscular. Com que els estrògens se sintetitzen a partir d'andrògens, els símptomes d'hipoestrogenisme poden estar presents en ambdós sexes en casos de deficiència severa d'andrògens.